# Šťáhlavy
Šťáhlavy (tyska: Stiahlau) är en by och en kommun i Tjeckien. Den ligger i regionen Plzeň, i den västra delen av landet, 80 km sydväst om huvudstaden Prag. Šťáhlavy ligger 354 meter över havet och antalet invånare är 2 523 (2016).
Terrängen runt Šťáhlavy är platt söderut, men norrut är den kuperad. Šťáhlavy ligger nere i en dal. Runt Šťáhlavy är det ganska glesbefolkat, med 34 invånare per kvadratkilometer. Närmaste större samhälle är Plzeň, 12,1 km nordväst om Šťáhlavy. I omgivningarna runt Šťáhlavy växer i huvudsak blandskog.